# Paracassina
Genre
Synonymes
- Rothschildia Mocquard, 1905 nec Grote, 1897
- Tornierella Ahl, 1924
- Mocquardia Ahl, 1931

Paracassina est un genre d'amphibiens de la famille des Hyperoliidae.

## Répartition
Les deux espèces de ce genre sont endémiques d'Éthiopie.

## Liste des espèces
Selon Amphibian Species of the World (10 juin 2017) :
- Paracassina kounhiensis (Mocquard, 1905)
- Paracassina obscura (Boulenger, 1895)

## Publication originale
- Peracca, 1907 : Nuovi rettili ed anfibi (diagnosi preventive). Bollettino dei Musei di Zoologia e Anatomia Comparata della R. Universita di Torino, vol. 22, no 553, p. 1-3 (texte intégral).